# 木村正義 (名跡)
木村 正義（きむら まさよし）は大相撲の行司の名跡の一つ。これまでは朝日山部屋の行司が襲名している。

## 襲名者代々
- 初代 - 1935年1月場所に初代木村正義の名で初土俵。後の24代式守伊之助。
- 2代 - 1971年7月 木村正義を襲名。その後1984年1月に4代木村正直 を襲名。